# Maria Nilde Mascellani
Maria Nilde Mascellani (São Paulo, 3 de abril de 1931 — São Paulo, 19 de dezembro de 1999) foi uma educadora brasileira, professora primária substituta, professora secundária e contratada na Escola de Aplicação da Escola Normal Padre Anchieta; professora do Instituto de Educação Caetano de Campos; professora efetiva do Concurso do Instituto de Educação de Socorro, onde lecionou Pedagogia e Prática de Ensino; orientadora pedagógica das primeiras Classes Experimentais da rede pública do ensino secundário de São Paulo; membro da Comissão Especial da Secretaria de Educação do Estado para elaboração do anteprojeto de lei que permitisse o surgimento dos Ginásios Vocacionais do Estado de São Paulo, em 1961; coordenadora-geral do Serviço de Ensino Vocacional da Secretaria de Educação de São Paulo, de fevereiro de 1962 a junho de 1969, quando foi aposentada do serviço público com base no Ato Institucional 5; membro da banca examinadora do Curso Pós-Gradual da Escola de Comunicações e Artes da Universidade de São Paulo; assistente técnica de gabinete da Secretaria de Estado de Educação; membro da banca examinadora do concurso de Diretores de Escolas Públicas; Secretária Municipal de Educação e Cultura de Rio Claro.

## Formação acadêmica
Em 1999, doutorou-se em Educação pela Faculdade de Educação da Universidade de São Paulo, defendendo a tese intitulada "Uma pedagogia para o trabalhador: o ensino vocacional como base para uma proposta pedagógica de capacitação profissional de trabalhadores desempregados (Programa Integrar CNM/CUT)".  Foi formada no curso primário, ginasial e normal na Escola Normal Padre Anchieta; obteve bacharelado e licenciatura do curso de Pedagogia da Faculdade de Filosofia, Ciências e Letras da Universidade de São Paulo, em 1958.

## Vida pessoal
Filha de imigrantes, cresceu no bairro da Móoca, na cidade de São Paulo. Durante a adolescência, se viu acamada devido a fortes dores nos pés e pernas, período que durou mais de um ano, quando foi diagnosticada com artrite reumatoide. Após   processo de reabilitação motora, voltou a caminhar e conviveu com a doença inflamatória por toda a sua vida, tendo dificuldades para caminhar e só suportava as crises de dor à base de analgésicos.

## Trajetória profissional
Foi chamada pelo então Secretário de Educação do Estado de São Paulo, Luciano Carvalho, para participar de uma comissão de educadores com a finalidade de elaborar um projeto educacional que privilegiasse a vocação do aluno e de sua comunidade. Então, em 1961 foi criado o S.E.V., Serviço de Ensino Vocacional, do qual Maria Nilde assumiu a coordenação até sua extinção, em 1969.
Desempenhou várias funções na área privada. Inúmeros foram os projetos, destre os quais destacam-se aqueles voltados às áreas sociais: alfabetização de adultos; iniciativas para tirar menores de idade das ruas; formação de trabalhadores.
Foi homenageada tendo seu nome como nome de escola no CIEP Prof. Maria Nilde Mascellani, da Prefeitura Municipal de Americana.

## Prêmios
1. Medalha Anchieta, em 1998[1].
2. Diploma de Gratidão da Cidade de São Paulo, em 1998[1].

## Ginásios vocacionais
Os Ginásios Vocacionais (GVs), ofereciam ensino em período integral para o então 1° ciclo secundário de quatro anos. Seis unidades do Vocacional foram criadas: em 1962, foram fundadas as unidades de São Paulo, Americana e Batatais. Em 1963, as unidades de Rio Claro e Barretos, e enfim a unidade de São Caetano do Sul em 1968. A revolucionária proposta pedagógica dos Ginásios Vocacionais utilizava estratégias de integração curricular, como os estudos do meio, projetos de intervenção na comunidade e planejamento curricular através da pesquisa junto à comunidade. Os GVs eram instalados a partir de sondagens das características culturais e socioeconômicas da localidade.

## Ditadura e prisão
Maria Nilde sofreu repressões do governo da época, pois rejeitava imposição na contratação de funcionários, bem como pedidos de vagas para alunos que não tinham passado pelo processo seletivo nos GVs, principalmente oriundos do alto escalão do regime militar. Com o AI-5, a escola passou a sofrer ainda mais com as limitações impostas. Em 18 de janeiro de 1974, Maria Nilde foi presa com seus companheiros do RENOV, entidade de assessoria educacional criada após ela ser impedida de trabalhar nos GVs. Na prisão, a professora não chegou a ser submetida a torturas físicas por conta de sua saúde frágil devido a artrite e suas sequelas, como laudos médicos apreendidos em sua residência por representantes do governo. Ainda assim, como tantos outros sofreu grande tortura psicológica no período em que foi mantida encarcerada. 
Acusada de ter redigido um relatório considerado subversivo, denominado Educação Moral e Cívica e escalada fascista no Brasil, sobre a obrigatoriedade do ensino de Educação Moral e Cívica no país, a partir de 1971, a ex-coordenadora do Ensino Vocacional do Estado de São Paulo foi absolvida pelo Conselho Permanente da 2ª Auditoria de Guerra da Justiça Militar em São Paulo, em 6 de junho de 1977. O documento fora encomendado pelo Conselho Mundial de Igrejas, sediado em Genebra, Suíça.
A professora teve o direito de voltar a lecionar em São Paulo por ato do governador Franco Montoro, em 1984.
Maria Nilde faleceu na cidade de  São Paulo, no dia 19 de dezembro de 1999, aos 68 anos, em consequência de um infarto agudo.